# Takeshobō
Takeshobō Co., Ltd. (jap. 株式会社竹書房 Kabushiki-gaisha Takeshobō) – japońskie wydawnictwo z siedzibą w Tokio, założone w październiku 1972 przez Kyōichirō Noguchiego.

## Wydawane magazyny
Opracowano na podstawie źródła.
- Ai no taiken Special DX (jap. 愛の体験スペシャルDX)
- Comic Marble (jap. コミックマーブル)
- Doki! (jap. Dokiッ!)
- Doki! Special (jap. Dokiッ!スペシャル)
- Gekiman Special (jap. 劇漫スペシャル)
- Gokinjo Scandal (jap. ご近所スキャンダル)
- Hontō ni Atta Gyōten Scoop Manga Zukyun! (jap. 本当にあった仰天スクープまんがズキュン!)
- Hontō ni Atta Yukai na Hanashi (jap. 本当にあったゆかいな話)
- Jitsuwa Document (jap. 実話ドキュメント)
- Kaizoku No. 1 (jap. 海賊No.1)
- Kindai Mahjong (jap. 近代麻雀)
- Kindai Mahjong Original (jap. 近代麻雀オリジナル)
- Manga Club (jap. まんがくらぶ)
- Manga Club Original (jap. まんがくらぶオリジナル)
- Manga Life (jap. まんがライフ)
- Manga Life Momo (jap. まんがライフMOMO)
- Manga Life Original (jap. まんがライフオリジナル)
- Manga Life Selection (jap. まんがライフセレクション)
- Manga Pachinko 777 (jap. 漫画パチンコ777)
- Men’s Street (jap. メンズストリート)
- Namaiki! (jap. Namaikiッ!)
- Pachi-slo Land (jap. パチスロランド)
- Pachinko Land (jap. パチンコランド)
- Reijin (jap. 麗人)
- Ren’ai Tengoku Paradise (jap. 恋愛天国パラダイス)
- Suku Suku Paradise (jap. すくすくパラダイス)
- Super Pachi-slo 777 (jap. スーパーパチスロ777)
- Tokkan Kaientai (jap. 特冊快援隊)
- Tokkan Shinsengumi DX (jap. 特冊新鮮組DX)
- Vitaman (jap. ビタマン)
- Woman Gekijō (jap. ウーマン劇場)
- Zōkan Tokkan Shinsengumi DX (jap. 増刊特冊新鮮組DX)